# Tornby köpcentrum
Tornby köpcentrum är ett köpcentrum som ligger vid utkanten av Tornby industriområde i norra Linköping. Köpcentret ligger alldeles intill Trafikplats Linköping Norra (avfart 112) på E4. Bland dess varuhus och butiker finns bl.a. Ikea, Biltema och Willys. Det s.k. Ikanohuset innehåller också en mängd mindre butiker.